# Pascual Coña
Pascual Coña, (fines de la década de 1840 - 28 de octubre de 1927) fue un hombre mapuche de la zona del lago Budi (Chile), quien relató en mapudungun su vida y las costumbres de los mapuches de la época al misionero capuchino Ernesto Wilhelm de Moesbach. Moesbach conversó durante cuatro años con Coña, aprovechando los largos inviernos. Para ello, se trasladaba a su casa y anotaba el dictado de Coña o las conversaciones que sostenían. El producto final fue la publicación del libro bilingüe Vida y costumbres de los indígenas araucanos en la segunda mitad del siglo XIX, texto de suma importancia, ya que no solo relata su vida, sino que relata varias costumbres mapuches, por lo que es considerada una fuente importantísima para el estudio del pueblo y el idioma mapuche del siglo XIX.

## Biografía
Lo que se conoce de la vida de Pascual Coña proviene casi en su totalidad de su propio relato y de los apuntes de Moesbach que lo acompañan. Su padre se llamaba Tomás Coña, era hijo de Ayllapang y había nacido en Rauquenhue (actual Piedra Alta); mientras que su madre, hija de Payllaw y Wenter, se llamaba Juana y nació en Huapi. Ambas localidades se encuentran en las cercanías de Puerto Saavedra, en el norte de la costa de la región histórica de Arauco. Tomás Coña y Juana no eran cristianos y se casaron a la usanza mapuche; tuvieron varios hijos, de los cuales el primogénito fue Pascual. Otros de sus hermanos se llamaban Felipe, María, Carmelita, Fidel y Juana. Pascual fue educado en la misión Budi y luego estudió carpintería en Santiago, pero debió volver a su tierra porque su padre creyó que estaba muerto al recibir su fotografía por carta. Durante la ocupación de la Araucanía colaboró con las tropas chilenas, a las órdenes de su lonco (del mapudungun longko: 'cabeza' o 'jefe'), Pascual Painemilla. Viajó a Argentina y concurrió a una entrevista con el presidente Julio Roca. Se casó dos veces, su primera esposa murió y la segunda lo abandonó.
Luego de perder sus tierras a manos de un colono chileno se le envió a otro lugar y se le nombró "jefe de reducción". A eso se debe que algunos autores lo hayan considerado "cacique" y con ese cargo haya aparecido mencionado en el título del libro de sus memorias a partir de la década de 1970.